# Steleocerellus cornutus
Steleocerellus cornutus är en tvåvingeart som först beskrevs av Seguy 1957.  Steleocerellus cornutus ingår i släktet Steleocerellus och familjen fritflugor. Inga underarter finns listade i Catalogue of Life.